# Ізікіно
Ізі́кіно (рос. Изикино, марій. Изик) — присілок у складі Гірськомарійського району Марій Ел, Росія. Входить до складу Єласівського сільського поселення.

## Населення
Населення — 37 осіб (2010; 45 у 2002).
Національний склад (станом на 2002 рік):
- гірські марійці — 96 %